# Молодий раб
«Молодий раб» (італ. Schiavo giovane; також «Безбородий», «Молодий полонений», «Молодий невільник», «Молодий в'язень») — мармурова скульптура італійського скульптора та художника Мікеланджело, датована приблизно 1525—1530 роками, зберігається в Галереї Академії у Флоренції, Італія. Це частина серії «non-finiti» «рабів» («в'язнів», «полонених») для гробниці Юлія II.

## Історія

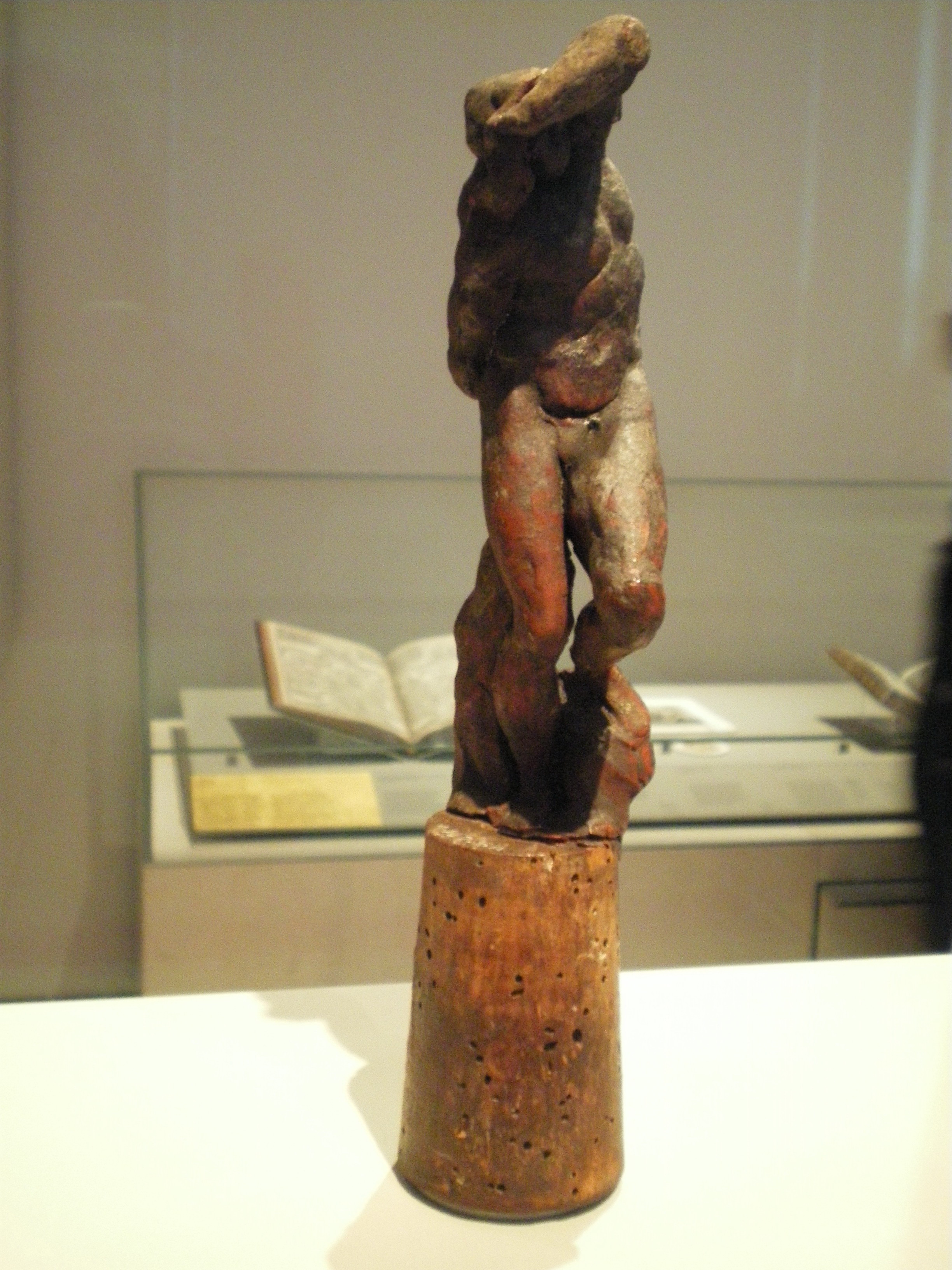
Ймовірна модель (Музей Вікторії та Альберта, Лондон)

Ще у першому проєкті гробниці Юлія II (1505) у нижньому регістрі мавзолею мала бути серія «в'язнів» (італ. prigioni), тобто серія більших за натуральну величину скутих фігур у різних позах, фактично ув'язнених, які спиралися б на пілястри, які мали обрамляти ніші, які містили б статуї «крилатої богині Вікторії». Спочатку їх мало бути шістнадцять або двадцять, їхня кількість поступово зменшувалися в наступних проєктах до дванадцяти (другий проєкт, 1513), восьми (третій проєкт, 1516) і, нарешті, можливо, лише чотирьох (можливо, з четвертого чи п'ятого проєкту, 1526 і 1532), щоб повністю виключити їх у остаточному проєкті 1542 року.
«Флорентійські в'язні» («Молодий раб», «Бородатий раб», «Атлант», «Раб, що пробуджується»), можливо, були створені в другій половині 1520-х років, коли майстер був зайнятий у Сан-Лоренцо у Флоренції (але історики запропонували датування в діапазоні від 1519 до 1534 років). Відомо, що вони ще перебували в майстерні скульптора на віа Моцца (італ. via Mozza) в 1544 році, коли племінник Мікеланджело, Леонардо Буонарроті, попросив дозволу продати їх (Мікеланджело не відвідував Флоренцію після 1534 року). У дозволі було відмовлено, і лише в 1564 році вони були подаровані, разом «Генієм перемоги», великому князю Козімо I, який до 1591 року розмістив їх у чотирьох кутах грото дель Буонталенті, виконуючи «декоративну функцію».
Звідти їх забрали 1908 року, щоб долучити їх до корпусу творів Мікеланджело, який формувався у Галереї Академії.
Згідно з де Тольнай (1951, 1954), «Молодий раб» був призначений для простору зліва від центральної ніші в проєкті 1516 року.
Воскове боцето «Молодого раба» у Музеї Вікторії та Альберта в Лондоні дослідники вважають авторським. Фредерік Гартт вважав, що боцето в «Каза Буонарроті» могли бути підготовчою моделлю для цієї роботи, що «незважаючи на свій фрагментарний і зіпсутий стан, вона чітко показує м’який, майже епіценний ритм цього дрімотного юнака».

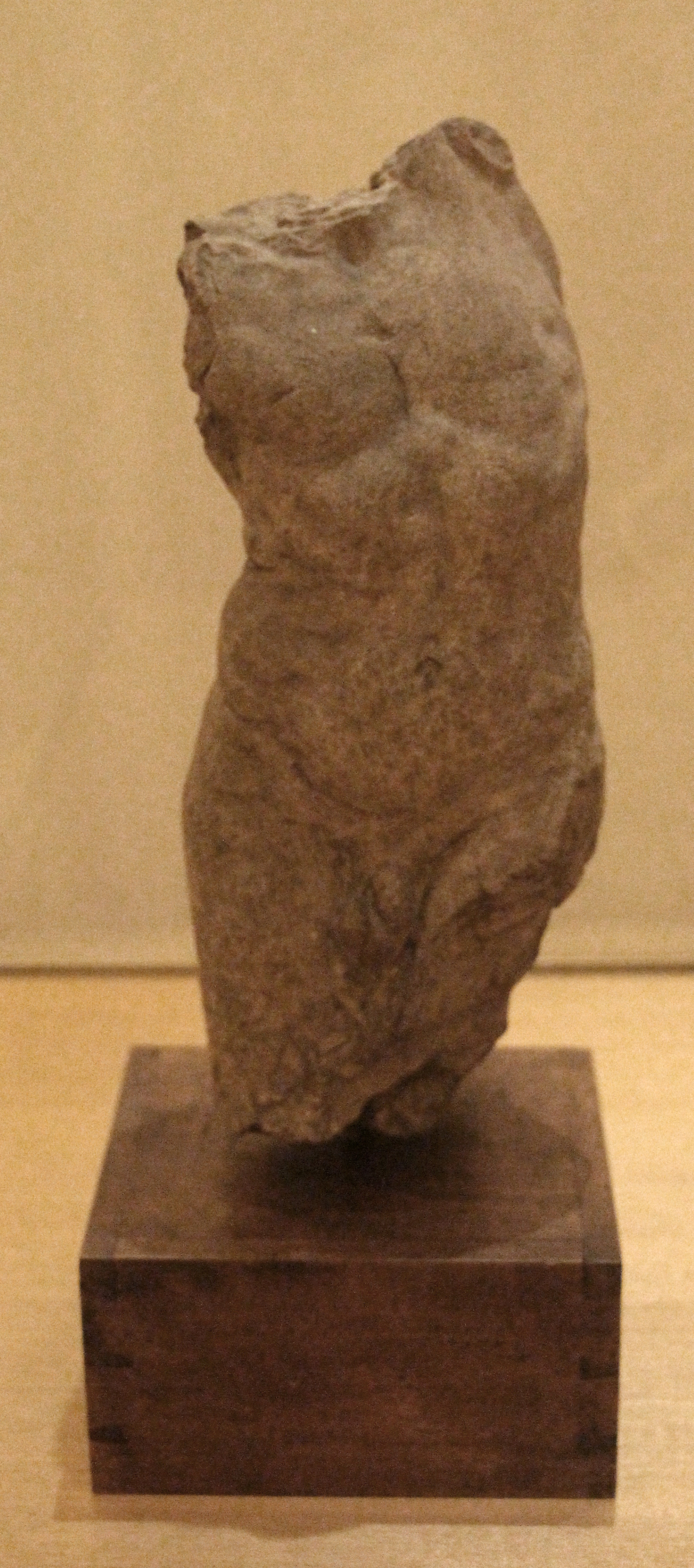
Модель для «Молодого раба»
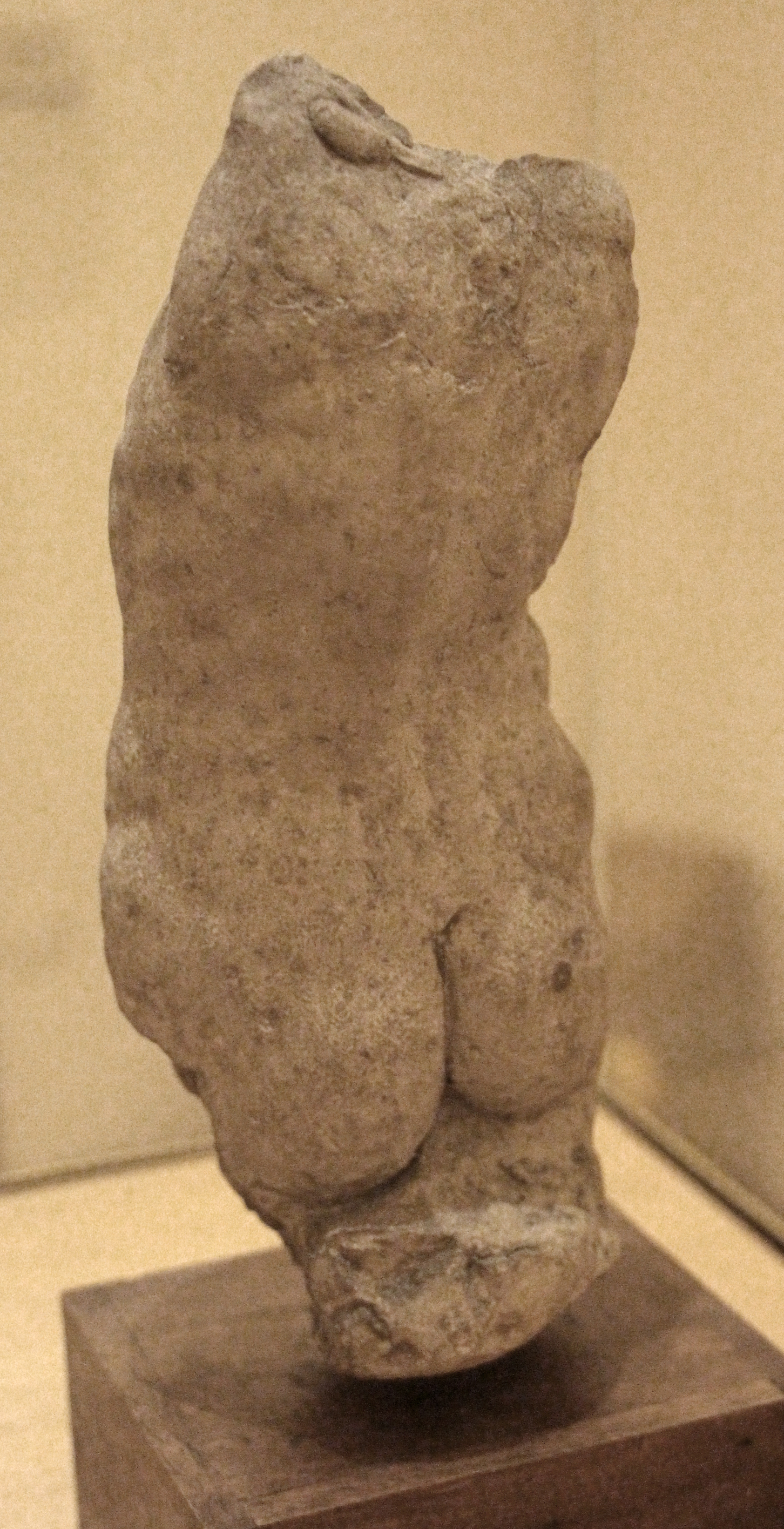
Модель для «Молодого раба» (ззаду)

## Опис і стиль
«Молодий Раб» має злегка зігнуті коліна, ніби несе величезну вагу, що тисне на спину. Ліва рука піднята, закриваючи обличчя, а права — за спиною, наче її тримає ланцюг, якого не видно. Фігура є однією з найзавершеніших у групі: чітко намічені ноги, тулуб (особливо з лівого боку) та рук. Його руки й голова менш напрацьовані, тоді як спина зовсім невирізьблена. На всій поверхні помітні сліди різців і скребків, які використовувалися в процесі різьби.
Саме незавершений стан є джерелом надзвичайної енергії (уже поміченої Боккі (італ. Bocchi) в 1591 році), яка захоплює фігуру в своєрідному первинному акті звільнення з в'язниці грубого каменю — епічної боротьби з хаосом. Іконологічне значення фігур, ймовірно, було пов'язане з мотивом «полонених» у римському мистецтві, фактично Вазарі ідентифікував їх як уособлення провінцій, «які підкорив папа і зробив їх підлеглими апостольській церкві»; для Кондіві вони символізували б «Мистецтво», яке стало «в'язнем» після смерті папи. Пропонувалися й інші трактування філософсько-символічного характеру або пов'язані з особистим життям митця та його «муками».

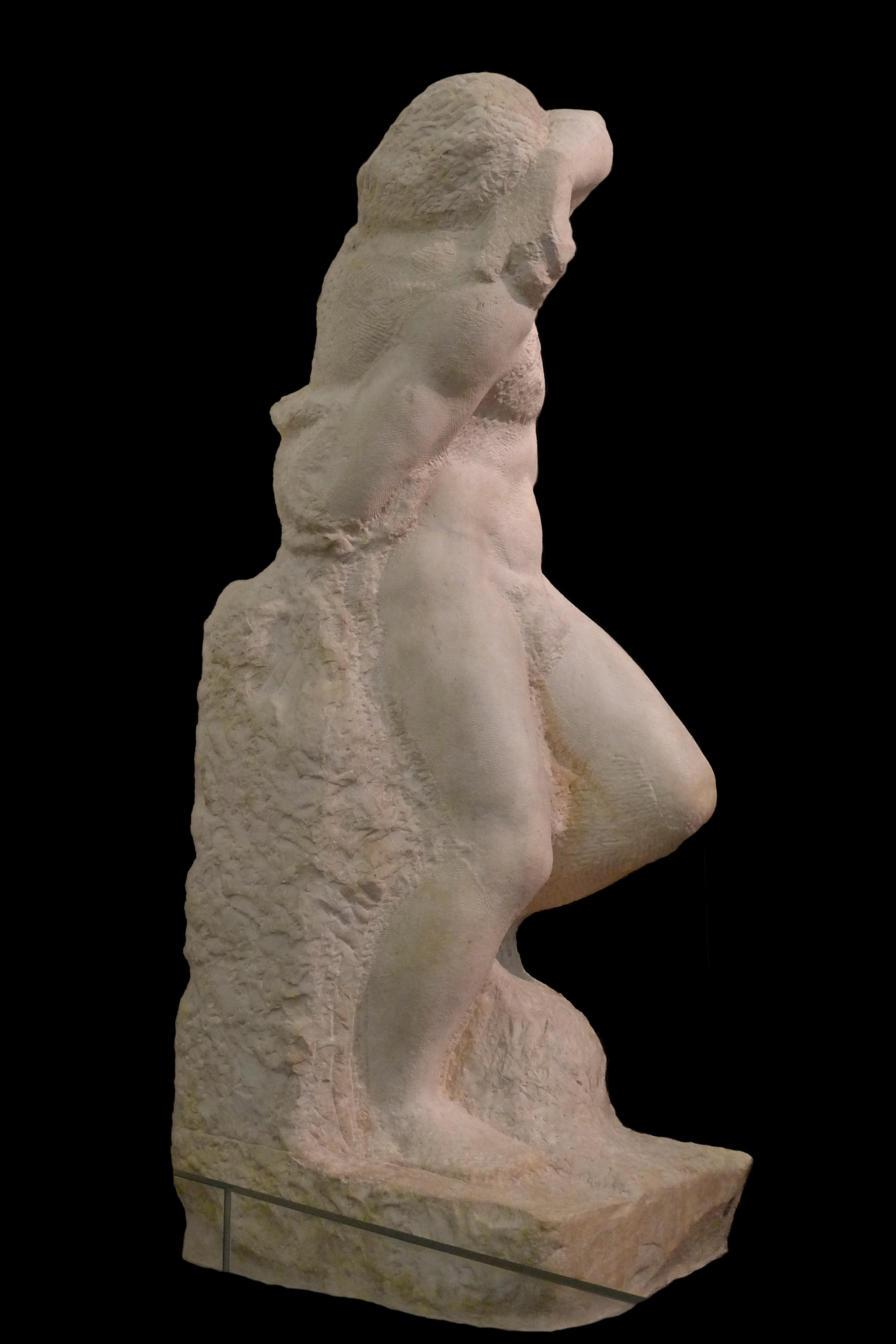
«Молодий раб». Вид збоку
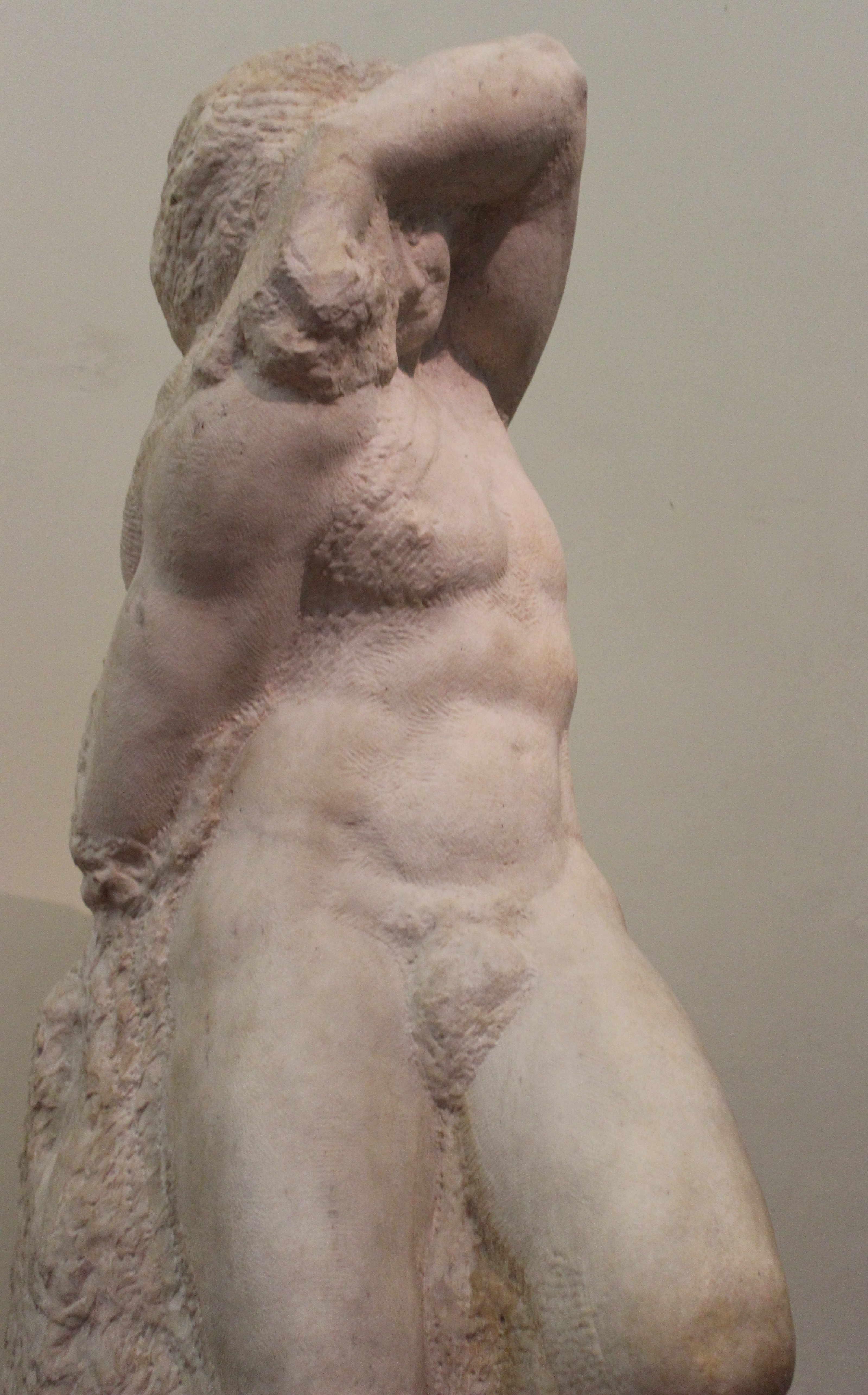
«Молодий раб». Деталь
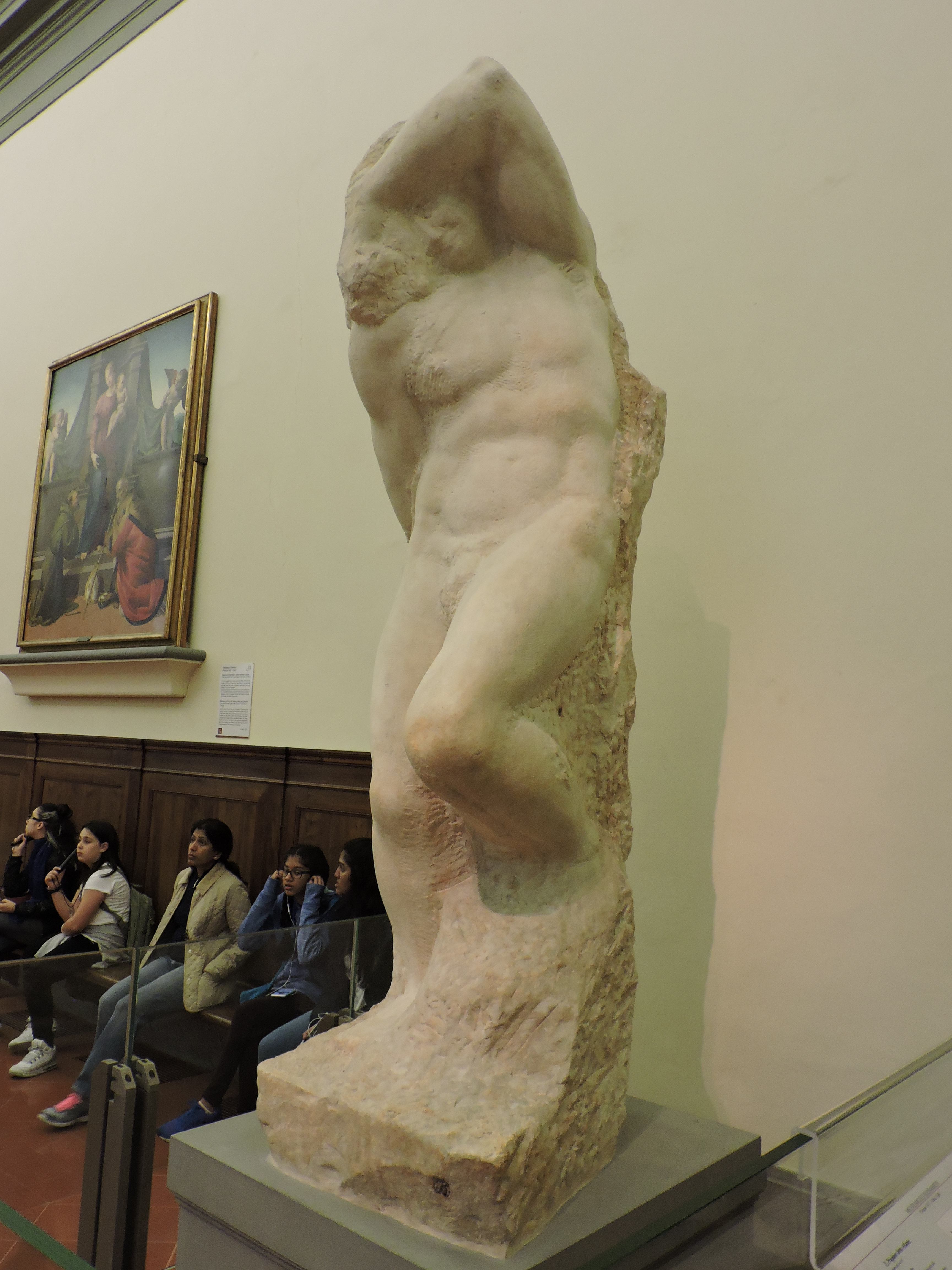
«Молодий раб»

## Виноски
1. 1 2  Hartt, 1969.
2. 1 2 3  Вазарі, 1970.
3. ↑  Hartt, 1969, с. 257: «(…) despite its fragmentary and corroded condition, it shows clearly the soft, almost epicene rhythm of that slumberous youth»